# Invicta FC 15
Invicta FC 15: Cyborg vs. Ibragimova foi um evento de MMA promovido pelo Invicta Fighting Championships. O evento foi realizado no dia 16 de janeiro de 2016.

## Background
O Invicta FC realizou o primeiro evento de 2016 e com grandes duelos femininos, com destaque para Livia Renata Souza e Cris Cyborg que mantiveram os seus respectivos cinturões da franquia.

## Bônus da Noite
- Luta da Noite: Megan Anderson vs. Amber Leibrock
- Performance da Noite: Livia Renata Souza, Mizuki Inoue e Angela Hill